# Albert Rudolf Ibach

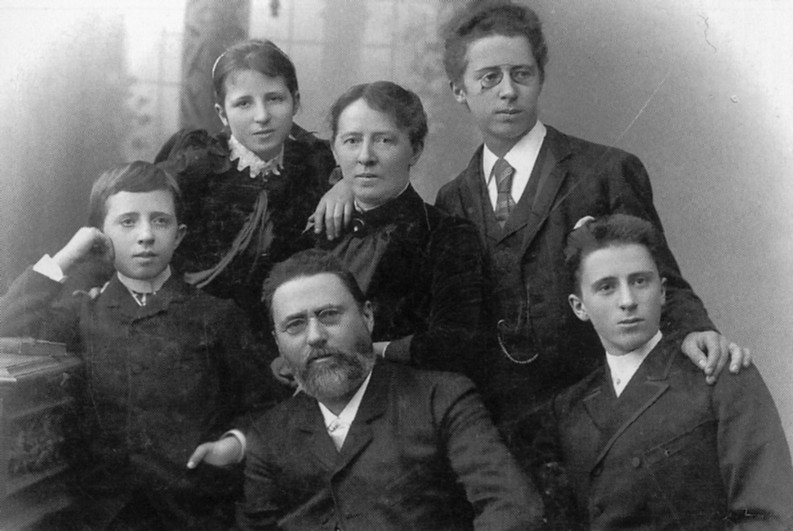
Albert Rudolf Ibach (rechts) mit Eltern und Geschwistern (um 1890)

Albert Rudolf Ibach, auch Rudolf Ibach der Jüngere (* 25. August 1873; † 7. August 1940 in Wuppertal), war ein Wuppertaler Klavierbauer, Unternehmer und Kunstsammler.
Albert Rudolf Ibach übernahm die Klavierfabrik Rud. Ibach Sohn 1905 von seiner Mutter Hulda, die nach dem Tode des Vaters Peter Adolph Rudolph Ibach 1892 die Leitung der Firma übernommen hatte. Unter seiner Leitung konnte sich das Unternehmen trotz starken Einbruchs der Branche wegen der Erfindung von Radio und Grammophon und der damit einhergehenden Abnahme der Hausmusik auf dem Markt behaupten.
Ibach war außerdem Vorsitzender des Barmer Kunstvereins und ein eifriger Kunstsammler zeitgenössischer Kunst, vor allem der Werke Paul Klees. Seine Sammlung gelangte nach seinem Tod in den Besitz seiner Tochter Etta, die mit ihrem Mann Otto Stangl nach dem Zweiten Weltkrieg in München die „Moderne Galerie Stangl“, eine der bedeutendsten Galerien der Avantgarde nach dem Krieg in Deutschland, gründete. Werke aus dieser Sammlung hängen heute in verschiedenen Museen, darunter einige in dem im März 1992 eingeweihten Rudolf-Ibach-Paul-Klee-Raum im Wuppertaler Von der Heydt-Museum, nämlich 12 Klee-Aquarelle als Schenkung an den Kunst- und Museumsverein und 19 als Dauerleihgaben.